# Manuel Fabrício
Manuel Fabrício de Oliveira (Seabra, Bahia, 14 de maio de 1854 — Itaberaba 20 de julho de 1939), foi um coronel e político brasileiro, chefe político do hoje inexistente município baiano de Campestre, e envolvido nas lutas contra Horácio de Matos.

## Biografia
Manuel Fabrício nasceu em Campestre - hoje pertencente a Seabra - filho Fabrício José de Oliveira e Ana Nervilha de Oliveira (D. Biosa). Casou com Dursolina Honória em 1883, com quem teve vários filhos.
Politicamente aliou-se a José Joaquim Seabra, chefiando o PRD em Campestre até 1920 e chefiava um grande bando de jagunços (cerca de 200 homens), com os quais sustentava as disputas com os membros da família Matos e outros tantos adversários.
Em Campestre sustentou a defesa de suas posições em quatro ataques armados - sendo finalmente derrotado por exigência de Horácio de Matos, quando do Convênio de Lençóis, em 1920 que, numa das suas cláusulas, era exigida sua retirada da cidade que, então, deixou de existir, passando a distrito de Seabra.
Em compensação, exerceu funções estaduais em diversas localidades, morrendo no mesmo ano que a esposa, morando no povoado de Itaíba, em Itaberaba.